# Carnate
Carnate ist eine norditalienische Gemeinde (comune) mit 7820 Einwohnern (Stand 31. Dezember 2023) in der Provinz Monza und Brianza in der Lombardei. Sie liegt etwa 10,5 Kilometer nordöstlich von Monza und etwa 25 Kilometer nordöstlich von Mailand. Carnate grenzt unmittelbar an die Provinz Lecco. 

## Gemeindepartnerschaft
Carnate unterhält eine Partnerschaft mit der französischen Gemeinde Plaisance-du-Touch im Département Haute-Garonne.

## Verkehr
Carnate liegt am Ende der Autostrada A51, die sich als Tangenziale Est vom Zentrum Mailands nach Nordosten erstreckt. Sie mündet hier in die Strada Statale 342dir Briantea, die zu den Seen im Norden führt. 
Gemeinsam mit der Nachbargemeinde Usmate Velate besteht der Bahnhof Carnate-Usmate an den Strecken von Lecco nach Mailand sowie von Seregno nach Bergamo.